# Escapist Magazine
Pour les articles homonymes, voir The Escapist.
Escapist Magazine (anciennement The Escapist) est un webzine en anglais portant sur le jeu vidéo, son industrie et sa culture. Il est publié depuis juillet 2005 par Themis Group. Escapist Magazine s'est finalement tourné vers un format de journalisme Web traditionnel et est devenu bien connu pour des séries vidéo populaires.

## Historique

### 2005-2011: Création
The Escapist est conçu comme un magazine au format PDF par Themis Media, dont le président, Alexander Macris, a déjà rencontré le succès avec son site sœur WarCry Network.
Le premier numéro présente des articles d'auteurs bien connus de la communauté des joueurs, notamment Jerry Holkins, Kieron Gillen ou encore John Scott Tynes. Les numéros suivants comprenaient des travaux de Tom Chick, Allen Varney, Jim Rossignol et d'autres écrivains de l'industrie du jeu vidéo, y compris un article en quatre parties du célèbre concepteur de jeux Warren Spector. Selon Themis, à la fin de 2006, le site Web comptait 150 000 lecteurs mensuels.
Le 9 juillet 2007, le site a été relancé avec un tout nouveau design, qui a également vu la fin des numéros PDF hebdomadaires et un changement de mise en page vers un site plus similaire aux autres sites Web.
En 2010, The Escapist lance un service d'abonnement de 20 $ par an, appelé Publisher's Club, qui supprime les publicités du site, confère des avantages sur le forum et permet la participation à des concours spéciaux.

### 2011-2018: Déclin
Fin juillet 2011, une dispute à lieu entre The Escapist et James Portnow, le producteur d' Extra Credits. Après n'avoir pas été payée pendant plusieurs mois, l'équipe Extra Credits doit payer la chirurgie de leur artiste, Allison Theus. Ils créent alors un fonds caritatif sur RocketHub, distinct de The Escapist, et dépasse la somme nécessaire à l'opération de Theus. Ils prévoient d'utiliser l'argent supplémentaire pour créer un label d'édition de jeux, dont les revenus iraient directement au financement de projets ultérieurs,.
Escapist Magazine est acheté par Defy Media en novembre 2012.

### Depuis 2018
En 2018, Defy Media vend Escapist Magazine, à Enthusiast Gaming, qui exploite un réseau de sites Web consacrés aux jeux vidéo et la plus grande exposition de jeux vidéo au Canada,. Escapist Magazine lance également la même année Volume Two, un site Web remanié en conjonction avec son achat par Enthusiast Gaming, qui possède également Destructoid.  Le nom du site redeviens à The Escapist en avril 2020.
Le site lance également The Escapist+, qui permet aux lecteurs de consulter le site sans publicité.

## Activités
La rédactrice en chef Julianne Greer n'est pas impliquée dans l'industrie du jeu avant The Escapist et avait une formation en marketing et en nouveaux médias.